# Ніко Мак-Брейн
Майкл Генрі Мак-Брейн (англ. Nicko McBrain; народився 5 червня 1952) — британський рок-ударник, музикант, автор пісень. Незмінний ударник хеві-метал гурту Iron Maiden з 1982 року.

## Дитинство
Мак-Брейн народився 5 червня 1952 року в передмісті Лондона Хокні або, як його ще називають, Кокні, в сім'ї вихідців із Шотландії. Своє дивне прізвисько Ніко отримав ще в дитячому саду за ніжну і віддану любов до плюшевого ведмедика на кличку Ніколас. Він не розлучався зі своїм другом ніде, навіть за їжею. На додачу до всього батьки ласкаво називали його Нікі.
Батько Майкла обожнював джаз і намагався заронити сім'я любові до джазу в серце зростаючого сина. Недивно, що малий Майкл ні про що інше, крім кар'єри джазового барабанщика і мріяти не міг. В той час, коли діти мріяли про велосипеди та іграшки, Майкл хотів мати хоча б один барабан і пару паличок до нього. Його кумиром був Джо Морелла, ударник легендарного джазового колективу Дейва Брубека.

## Початок кар'єри
Його першою командою стала команда The 18th Fairfield Walk, яка майже не мала власних творів і яка грала переважно композиції The Beatles і Оттіса Реддінга. Потім новий ударник пристав до Wells Street Blues Band, яка грала тільки блюз. Але і з цим гуртом не було пов'язано ніяких спогадів і ніяких робіт у сфері звукозапису. Протягом року Мак-Брейн блукав, шукаючи роботу, доки випадково не натрапив на оголошення про те, що новому гурту потрібен ударник.

## Streetwalkers
Перші професіональні записи він зробив з музикантами гурту Streetwalkers, організованому співаком Роджером Чепменом і гітаристом Чарлі Уитні відразу після розпаду прославленої команди Family. Доповнивши у 1976 склад гурту крім Ніко Мак-Брейна басистом Джоном Плотелем, ансамбль випустив диск Downtown Flyers 1975, який надихався, переважно, соулом і R&B. Після серії вдалих виступів у студентській аудиторії — переважно в Німеччині — ансамбль випустив третій диск Red Card 1976, який попав у двадцятку британських альбомних списків. Однак цей успіх виявився недовгим і був підпсований внутрішніми чварами в колективі. У липні 1976 року Ніко Мак-Брейн був змушений піти з гурту.

## Pat Travers Band
Після недовгих блукань 25-річний ударник був помічений у складі гурту Pat Travers Band — гурті відомого блюзового гітариста Пата Траверса, але доволі швидко залишив склад, випустивши два альбоми в 1977 Makin' Magic та у 1977 Putting It Straight. Причину виходу Ніко пояснював жадібністю свого шефа і професіональними амбіціями.

## Різні колективи
Чотири роки з 1977 до 1982 молодий Мак-Брейн отримував скромні для пересічного британця гонорари, граючи в клубах, пабах і невеликих стадіонах у складі багатьох хард-блюз колективів. Один з них називався Stretch, який спеціалізувався на публічних виступах і в складі якої були записані декілька треків для альбому «Forget the Past» 1978 року. У склад також входили Stretch (вокал), Джон Кук (клавіші), Стів Емері (бас), Ніко Мак-Брейн (барабани), Кріс Мерсер (гармонія), Кірбі Грегорі (гітара). Інша McKittie, яка в 1981 році грала на фестивалі в Бельгії перед Iron Maiden.
А трохи пізніше Ніко опинився в ролі сесійного барабанщика у французьких металістів Trust, котрим також довелося грати на одній сцені з Iron Maiden. Коли менеджменту Iron Maiden стало зрозуміло, що ударник Клайв Берр ненадовго затримається в гурті, Ніко виявився першим кандидатом на заміну.

## Iron Maiden
В середині 1990-х фірмою EMI були перевидані всі сингли, випущені гуртом Iron Maiden за десять років, у вигляді 10 дисків, на кожний із яких попало по два сингла. Кожний диск складався з коментарів Ніко Мак-Брейна — забавна сага під назвою «Listen With Nicko!» в 10 частинах. Ніко вклав у ці треки весь свій комічний талант: крім розповідей про маловідомі моменти історії гурту, він розповідав слухачам про всякі забавні випадки із життя музикантів.

## Дискографія

### Streetwalkers
- Downtown Flyers (1975)
- Red Card (1976)

### Pat Travers
- Making Magic (1977)
- Putting it Straight (1977)

### Stretch
- Forget the past (1978)

### Trust
- Marche ou Creve (Оригінальне видання французькою) Savage (Версія англійською) (1981)

### Iron Maiden
- Piece of Mind (1983)
- Powerslave (1984)
- Live After Death (1985) Live
- Somewhere in Time (1986)
- Seventh Son of a Seventh Son (1988)
- No Prayer for the Dying (1990)
- Fear Of The Dark (1992)
- Live at Donington (1992) Live Album
- A Real Live One (1993) Live Album
- A Real Dead One (1993) Live Album
- The X Factor (1995)
- Virtual XI (1998)
- Brave New World (2000)
- Rock in Rio (2002) Live Album
- Dance of Death (2003)
- Death on the Road (2005) Live Album
- A Matter of Life and Death (2006)

## Апаратура
Тепер Мак-Брейн використовує барабани Premier і тарілки Paiste. Раніш, він був давнім ендорсером барабанів Sonor, але на початку 1990-их перемикнувся на марку Premier. На альбомі «A Matter of Life and Death», він привніс малий барабан на прізвисько «звір». Цей барабан був куплений ще в 1975 і називається він LM 402. Це найстарший барабан у його теперішній барабанній установці.

## Цікаві факти
- Прізвисько Ніко приклеїлося до Майкла на все життя, коли він і клавішник Біллі Дей ішли на зустріч до менеджера із CBS Records. Біллі Дей представив Майкла як свого італійського друга. Він сказав: «Його ім'я — Ніко» Майклу сподобалося прізвисько і він вирішив використовувати його як сценічний псевдонім.
- 18 серпня 1983 року музиканти Iron Maiden відійшли за сцену під час барабанного соло Ніко. Стів Гарріс виявив, що його бас-гітара не працює і попросив когось із обслуговчого персоналу переказати Ніко, щоб той розтягнув соло, поки Стів полагодить несправність. Однак технік не знав, як спілкуватися з Ніко під час концерту. Він встав перед помостом з барабанами і почав розмахувати руками і кричати. В результаті Ніко нічого не зрозумів і збився з ритму. Після концерту розлючений барабанщик виловив провинця і вдарив його по лицю. Стів заступився за ні в чому не винного юнака, що вилилося в 30-хвилинний скандал.
- В 1983 році, на Багамах, був знятий відеокліп до пісні «Flight Of Icarus» з четвертого студійного альбому Iron Maiden Piece Of Mind. Ніко з'являється у відеокліпі у ролі Дедала — старця із червоним гримом на обличчі та шматочками суничного джему, які вивалювалися з рота. Під час зйомок на майданчику ударила гроза, блискавки борознили все небо, і було вирішено зняти Ніко на фоні палахкотіючих хмар. Півгодини його протримали під зливою, але крім застуди Ніко із цієї витівки так нічого й не вийшло.
- Мак-Брейн завзятий гравець у гольф.
- 22 березня 2007 у Мак-Брейна відібрали права, наклали штраф у 500 фунтів і усунули від водіння на шість місяців. На автостраді M74 біля Локербі, Шотландія швидкість його автомобиля досягла близько 110 км/год. Він визнав себе винним у вчиненому за всіма пунктами і безсуперечно виплатив штраф, оскільки він не міг бути присутнім на суді під час світового турне з Iron Maiden.
- До того, як стати ударником в Iron Maiden, Мак-Брейн знявся в ролі диявола в кліпі гурту під назвою The Number of the Beast.
- В теперішній час він є менеджером маловідомої нью-йоркського хард-рок гурту Voices of Extreme або V.O.X.
- Він брав участь у написанні текстів до композиції «No More Lies» із альбому Iron Maiden 2003 року Dance of Death.